# Into the Blue
Into the Blue — сингл австралійської співачки Кайлі Міноуг з її дванадцятого студійного альбому Kiss Me Once. Пісня написана Келлі Шиен, Джейкобом Кашером і спродюсована Майком Дель Ріо. Пісня була записана у 45-тий день народження виконавиці у Лондоні. З тексту ми чуємо про те, як бути незалежною, вільною та щасливою.

## Кліп
Відеокліп на пісню "Into the Blue" було знято у Лондоні у січні 2014. Режисером став Доун Шатфорс. Реліз музичного відео відбувся 3 лютого 2014 року.  

## Виконання наживо
У березні 2014 Кайлі виконала пісню на Sport Relief 2014, The Voice UK та Echo Awards 2014. У квітні відбувся виступ співачки на шоу Грехема Нортона. Також "Into the Blue" стала заключною піснею у Kiss Me Once Tour і Kylie Summer 2015. 

## Формат і тривалість
- Digital download (1 track)[1]

1. "Into the Blue" – 4:08

- Digital download (2 tracks)[2] and 7" vinyl[3]

1. "Into the Blue" – 4:08
2. "Sparks" - 3:30

- Digital remix bundle[4]

1. "Into the Blue" (S-Man Deep Blue Remix) - 7:36
2. "Into the Blue" (Patrick Hagenaar Colour Code Remix) - 6:22
3. "Into the Blue" (Vanilla Ace Remix) - 6:22

- Remix EP[5]

1. "Into the Blue" (Album Version) - 4:08
2. "Into the Blue" (S-Man Deep Blue Remix) - 7:36
3. "Into the Blue" (Patrick Hagenaar Colour Code Remix) - 6:22
4. "Into the Blue" (Vanilla Ace Remix) - 6:22

## Чарти

### Тижневі
| Чарти (2014)                                  | Найвища позиція |
| --------------------------------------------- | --------------- |
| Австралія (ARIA)                              | 46              |
| Австрія (Ö3 Austria Top 75)                   | 37              |
| Бельгія (Ultratip Flanders)                   | 6               |
| Бельгія (Ultratip Wallonia)                   | 3               |
| Хорватія (ARC 100)                            | 2               |
| Фінляндія (Suomen virallinen lista)           | 22              |
| Франція (SNEP)                                | 47              |
| Німеччина (Media Control AG)                  | 31              |
| Ірландія (IRMA)                               | 9               |
| Угорщина (Rádiós Top 40)                      | 9               |
| Угорщина (Single Top 40)                      | 19              |
| Японія (Billboard Japan Hot 100)              | 8               |
| Люксембург (Radio Luxembourg)                 | 40              |
| Шотландія (Official Charts Company)           | 10              |
| Іспанія (PROMUSICAE)                          | 16              |
| Швейцарія (Media Control AG)                  | 32              |
| Україна (FDR Top 40)                          | 28              |
| Велика Британія (Official Charts Company)     | 12              |
| США (Hot Dance Club Songs) (Billboard)        | 1               |
| US Dance/Electronic Digital Songs (Billboard) | 27              |

### Річні
| Chart (2014)                         | Position |
| ------------------------------------ | -------- |
| Billboard Dance Club Songs           | 39       |
| Billboard Hot Dance/Electronic Songs | 91       |